# 克拉布克里克鎮區 (北卡羅萊納州亨德森縣)
克拉布克里克鎮區（英語：Crab Creek Township）是位於美國北卡羅萊納州亨德森縣的一個鎮區。

## 地方資料
克拉布克里克鎮區的面積為104.63平方千米，皆為陸地。根據2020年美國人口普查的數據，當地共有人口4563人，而人口密度為每平方千米43.61人。